# Sherida Spitse
Sherida Spitse (Sneek, 29 mei 1990) is een Nederlands profvoetballer die als middenvelder speelt. Sinds 1 januari 2021 speelt ze voor Ajax.

## Clubcarrière
Spitse speelde tot en met het seizoen 2006/07 in jongenselftallen bij haar vereniging VV Sneek. In de zomer van 2007 sloot ze zich aan bij sc Heerenveen, dat met een elftal ging meedoen in de nieuwe Eredivisie. Spitse werd een constante factor binnen het elftal en werkte zich op tot aanvoerder. In de vijf seizoenen die ze bij de club speelde, miste ze vier duels. Spitse kwam honderd competitieduels in actie namens de club en maakte daarin dertien doelpunten. In de zomer van 2012 stapte ze over naar FC Twente. Met deze club behaalde ze in het seizoen 2012/13 de eerste titel in de dat jaar opgerichte Women's BeNe League.
Met ingang van 1 januari 2014 maakte Spitse de overstap naar de Noorse vrouwencompetitie en zou ze uitkomen voor Lillestrøm SK. Ze tekende een contract voor twee seizoenen. De overstap van Spitse was de eerste transfer sinds de oprichting van het professionele vrouwenvoetbal in Nederland waar een geldbedrag mee gemoeid was. Na drie seizoenen, waarin driemaal de landstitel werd gewonnen, keerde Spitse terug bij Twente. Met Twente werd ze in het seizoen 2016/17 tweede in de Eredivisie. Vanaf begin 2018 keerde Spitse terug naar Noorwegen bij Vålerenga. In november 2020 tekende Spitse een tweejarig contract bij Ajax, dat per 1 januari 2021 inging. In juni 2025 tekende Spitse opnieuw een tweejarig contract bij Ajax.

## Interlandcarrière
Spitse debuteerde al op zestienjarige leeftijd in het Nederlands elftal. Op 31 augustus 2006 maakte ze in de met 4–0 verloren wedstrijd tegen Engeland in Londen haar debuut. In de zomer van 2009 nam Spitse deel met het Nederlands vrouwenelftal aan het Europees kampioenschap. Op het toernooi kwam ze niet in actie. Begin 2015 speelde Spitse haar honderdste interland. Later dat jaar was ze basisspeler bij het wereldkampioenschap voetbal in actie, de eerste WK-deelname voor het Nederlands vrouwenelftal. Ook bij het Europees kampioenschap voetbal 2017 in eigen land behoort Spitse tot het basiselftal. Ze is de meest ervaren speelster in de selectie, gevolgd door reservedoelvrouw Loes Geurts (ruim 120 interlands). In 2018 speelde Spitse haar honderdvijftigste interland.. De interland tegen Spanje gedurende de Algarve Cup 2019 betekende voor Spitse haar 157ste interland waarmee ze Annemieke Kiesel-Griffioen voorbijstreefde als recordinternational.

## Persoonlijk
Spitse had sinds 2011 een relatie en trouwde met haar vriendin in 2018. Zij zijn ouders van een zoon en een dochter. Op 26 maart 2024 maakte zij bekend dat zij en haar partner uit elkaar zijn gegaan.
| Interlandgoals | Interlandgoals    | Interlandgoals                                                   | Interlandgoals | Interlandgoals | Interlandgoals | Interlandgoals             |
| -------------- | ----------------- | ---------------------------------------------------------------- | -------------- | -------------- | -------------- | -------------------------- |
|                |                   |                                                                  |                |                |                |                            |
| Goal           | Datum             | Locatie                                                          | Tegenstander   | Score          | Uitslag        | Competitie                 |
| 1.             | 22 november 2006  | Mitsubishi Forklift Stadion, Almere, Nederland                   | Rusland        | 4–0            | 5–0            | Vriendschappelijk          |
| 2.             | 29 oktober 2009   | Oosterenkstadion, Zwolle, Nederland                              | Macedonië      | 8–0            | 13–1           | WK-kwalificatie 2011       |
| 3.             | 19 december 2010  | Estádio do Pacaembu, Sao Paulo, Brazilië                         | Mexico         | 2–1            | 2–1            | Torneio Internacional 2010 |
| 4.             | 2 maart 2011      | GSP Stadium, Nicosia, Cyprus                                     | Nieuw-Zeeland  | 1–0            | 4–1            | Cyprus Cup 2011            |
| 5.             | 3 april 2011      | Kras Stadion, Volendam, Nederland                                | Schotland      | 4–1            | 6–2            | Vriendschappelijk          |
| 6.             | 3 april 2011      | Kras Stadion, Volendam, Nederland                                | Schotland      | 6–2            | 6–2            | Vriendschappelijk          |
| 7.             | 24 november 2011  | Kyocera Stadion, Den Haag, Nederland                             | Kroatië        | 2–0            | 2–0            | EK-kwalificatie 2013       |
| 8.             | 15 februari 2012  | Stade des Costières, Nîmes, Frankrijk                            | Frankrijk      | 1–0            | 1–2            | Vriendschappelijk          |
| 9.             | 1 maart 2012      | GSP Stadium, Nicosia, Cyprus                                     | Schotland      | 1–0            | 1–2            | Cyprus Cup 2012            |
| 10.            | 24 oktober 2012   | Jan Louwers Stadion, Eindhoven, Nederland                        | Frankrijk      | 1–0            | 1–1            | Vriendschappelijk          |
| 11.            | 25 november 2012  | Telstar Stadion, Velsen-Zuid, Nederland                          | Wales          | 2–0            | 2–0            | Vriendschappelijk          |
| 12.            | 29 juni 2013      | Telstar Stadion, Velsen-Zuid, Nederland                          | Australië      | 3–1            | 3–1            | Vriendschappelijk          |
| 13.            | 5 april 2014      | Pankritio Stadium, Herklio, Griekenland                          | Griekenland    | 5–0            | 6–0            | WK-kwalificatie 2015       |
| 14.            | 7 februari 2015   | Polman Stadion, Almelo, Nederland                                | Thailand       | 1–0            | 7–0            | Vriendschappelijk          |
| 15.            | 4 april 2015      | Korinn Stadium, Kópavogur, IJsland                               | IJsland        | 1–0            | 1–2            | Vriendschappelijk          |
| 16.            | 17 september 2015 | De Vijverberg, Doetinchem, Nederland                             | Wit-Rusland    | 5–0            | 8–0            | Vriendschappelijk          |
| 17.            | 17 september 2015 | De Vijverberg, Doetinchem, Nederland                             | Wit-Rusland    | 7–0            | 8–0            | Vriendschappelijk          |
| 18.            | 4 juni 2016       | Mandemakers Stadion, Waalwijk, Nederland                         | Zuid-Afrika    | 1–0            | 1–0            | Vriendschappelijk          |
| 19.            | 25 oktober 2016   | Scholz Arena, Aalen, Duitsland                                   | Duitsland      | 1–2            | 2–4            | Vriendschappelijk          |
| 20.            | 3 maart 2017      | VRS António Sports Complex, Vila Real de Santo António, Portugal | Australië      | 2–3            | 2–3            | Algarve Cup 2017           |
| 21.            | 20 July 2017      | Sparta Stadion, Rotterdam Nederland                              | Denemarken     | 1–0            | 1–0            | EK 2017                    |
| 22.            | 24 July 2017      | Koning Willem II Stadion, Tilburg, Nederland                     | België         | 1–0            | 2–1            | EK 2017                    |
| 23.            | 6 augustus 2017   | De Grolsch Veste, Enschede, Nederland                            | Denemarken     | 3–2            | 4–2            | EK 2017                    |
| 24.            | 24 november 2017  | NTC Senec, Senec, Slowakije                                      | Slowakije      | 2–0            | 5–0            | WK-kwalificatie 2019       |
| 25.            | 6 april 2018      | Philips Stadion, Eindhoven, Nederland                            | Noord-Ierland  | 4–0            | 7–0            | WK-kwalificatie 2019       |
| 26.            | 6 april 2018      | Philips Stadion, Eindhoven, Nederland                            | Noord-Ierland  | 6–0            | 7–0            | WK-kwalificatie 2019       |
| 27.            | 10 april 2018     | Tallaght Stadium, Dublin, Ierland                                | Ierland        | 2–0            | 2–0            | WK-kwalificatie 2019       |
| 28.            | 8 juni 2018       | Shamrock Park, Portadown, Noord-Ierland                          | Noord-Ierland  | 4–0            | 5–0            | WK-kwalificatie 2019       |
| 29.            | 9 november 2018   | Stadion Galgenwaard, Utrecht                                     | Zwitserland    | 1–0            | 3-0            | WK-kwalificatie 2019       |
| 30.            | 19 januari 2019   | Green Point Stadium, Kaapstad, Zuid-Afrika                       | Zuid-Afrika    | 1-0            | 2-1            | Vriendschappelijk          |
| 31.            | 30 augustus 2019  | A. Le Coq Arena, Talinn, Estland                                 | Estland        | 3-0            | 7-0            | EK-kwalificatie            |
| 32.            | 30 augustus 2019  | A. Le Coq Arena, Talinn, Estland                                 | Estland        | 4-0            | 7-0            | EK-kwalificatie            |
| 33.            | 3 september 2019  | Abe Lenstra Stadion, Heerenveen                                  | Turkije        | 3-0            | 3-0            | EK-kwalificatie            |
| 34.            | 4 October 2019    | Fazanerija City Stadium, Murska Sobota, Slovenia                 | Slovenië       | 3–2            | 4–2            | EK-kwalificatie            |
| 35.            | 4 October 2019    | Fazanerija City Stadium, Murska Sobota, Slovenia                 | Slovenië       | 4–2            | 4–2            | EK-kwalificatie            |
| 36.            | 8 November 2019   | Doğanlar Stadium, İzmir, Turkey                                  | Turkije        | 2–0            | 8–0            | EK-kwalificatie            |
| 37.            | 8 November 2019   | Doğanlar Stadium, İzmir, Turkey                                  | Turkije        | 8–0            | 8–0            | EK-kwalificatie            |
| 38.            | 12 November 2019  | GelreDome, Arnhem, Nederland                                     | Slovenië       | 1–1            | 4–1            | EK-kwalificatie            |
| 39.            | 12 November 2019  | GelreDome, Arnhem, Nederland                                     | Slovenië       | 2–1            | 4–1            | EK-kwalificatie            |
| 40.            | 10 maart 2020     | Stade du Hainaut, Valenciennes, Frankrijk                        | Frankrijk      | 2-0            | 3-3            | Vriendschappelijk          |
| 41.            | 23 oktober 2020   | Euroborg, Groningen, Nederlands                                  | Estland        | 4–0            | 7–0            | EK-kwalificatie            |

## Statistieken
| Seizoen         | Club            | Land            | Competitie         | Competitie | Competitie | Beker | Beker | Internationaal | Internationaal | Totaal | Totaal |
| Seizoen         | Club            | Land            | Competitie         | Wed.       | Dlp.       | Wed.  | Dlp.  | Wed.           | Dlp.           | Wed.   | Dlp.   |
| --------------- | --------------- | --------------- | ------------------ | ---------- | ---------- | ----- | ----- | -------------- | -------------- | ------ | ------ |
| 2007/08         | sc Heerenveen   | Nederland       | Eredivisie         | ?          | ?          | ?     | ?     | ?              | ?              | ?      | ?      |
| 2008/09         | sc Heerenveen   | Nederland       | Eredivisie         | ?          | ?          | ?     | ?     | ?              | ?              | ?      | ?      |
| 2009/10         | sc Heerenveen   | Nederland       | Eredivisie         | 17         | 0          | -     | -     | -              | -              | 17     | 0      |
| 2010/11         | sc Heerenveen   | Nederland       | Eredivisie         | 21         | 2          | -     | -     | -              | -              | 21     | 2      |
| 2011/12         | sc Heerenveen   | Nederland       | Eredivisie         | 18         | 3          | -     | -     | -              | -              | 18     | 3      |
| 2012/13         | FC Twente       | Nederland       | BeNe League        | 25         | 16         | -     | -     | -              | -              | 25     | 16     |
| 2013/14         | FC Twente       | Nederland       | BeNe League        | 13         | 10         | -     | -     | 3              | 0              | 16     | 10     |
| 2014            | LSK Kvinner FK  | Noorwegen       | Toppserien         | 22         | 2          | -     | -     | -              | -              | 22     | 2      |
| 2015/16         | LSK Kvinner FK  | Noorwegen       | Toppserien         | 43         | 14         | -     | -     | 4              | 0              | 47     | 14     |
| 2016/17         | FC Twente       | Nederland       | Eredivisie         | 13         | 5          | -     | -     | 2              | 0              | 15     | 5      |
| 2017/18         | FC Twente       | Nederland       | Eredivisie         | 10         | 3          | -     | -     | -              | -              | 10     | 3      |
| 2018            | Vålerenga       | Noorwegen       | Toppserien         | 22         | 9          | -     | -     | -              | -              | 22     | 9      |
| 2019            | Vålerenga       | Noorwegen       | Toppserien         | 21         | 3          | -     | -     | -              | -              | 21     | 3      |
| 2020            | Vålerenga       | Noorwegen       | Toppserien         | 18         | 3          | 2     | 0     | -              | -              | 20     | 3      |
| 2021            | Ajax            | Nederland       | Vrouwen Eredivisie | 11         | 0          | 5     | 0     | -              | -              | 16     | 0      |
| 2021/22         | Ajax            | Nederland       | Vrouwen Eredivisie | 24         | 2          | 2     | 0     | -              | -              | 26     | 2      |
| 2022/23         | Ajax            | Nederland       | Vrouwen Eredivisie | 20         | 5          |       |       | -              | -              | -      | -      |
| 2023/24         | Ajax            | Nederland       | Vrouwen Eredivisie | 22         | 4          |       |       | -              | -              | -      | -      |
| 2024/25         | Ajax            | Nederland       | Vrouwen Eredivisie | 22         | 2          |       |       | -              | -              | -      | -      |
| Carrière totaal | Carrière totaal | Carrière totaal | Carrière totaal    | 278        | 77         | 9     | 0     | 9              | 0              | 296    | 77     |

Bijgewerkt t/m 17 september 2022.

## Erelijst
FC Twente
- BeNe League (2): 2012/13, 2013/14

 LSK Kvinner FK
- Toppserien (3): 2014, 2015, 2016
- NM kvinner (3): 2014, 2015, 2016

 Vålerenga IF
- Toppserien (1): 2020
- NM kvinner (1): 2020

 AFC Ajax
- Vrouwen Eredivisie (1): 2022/23
- KNVB Beker (1) : 2021/22

 Nederland
- Europees kampioenschap (1): 2017
- Algarve Cup: 2018